# Wim Schalks

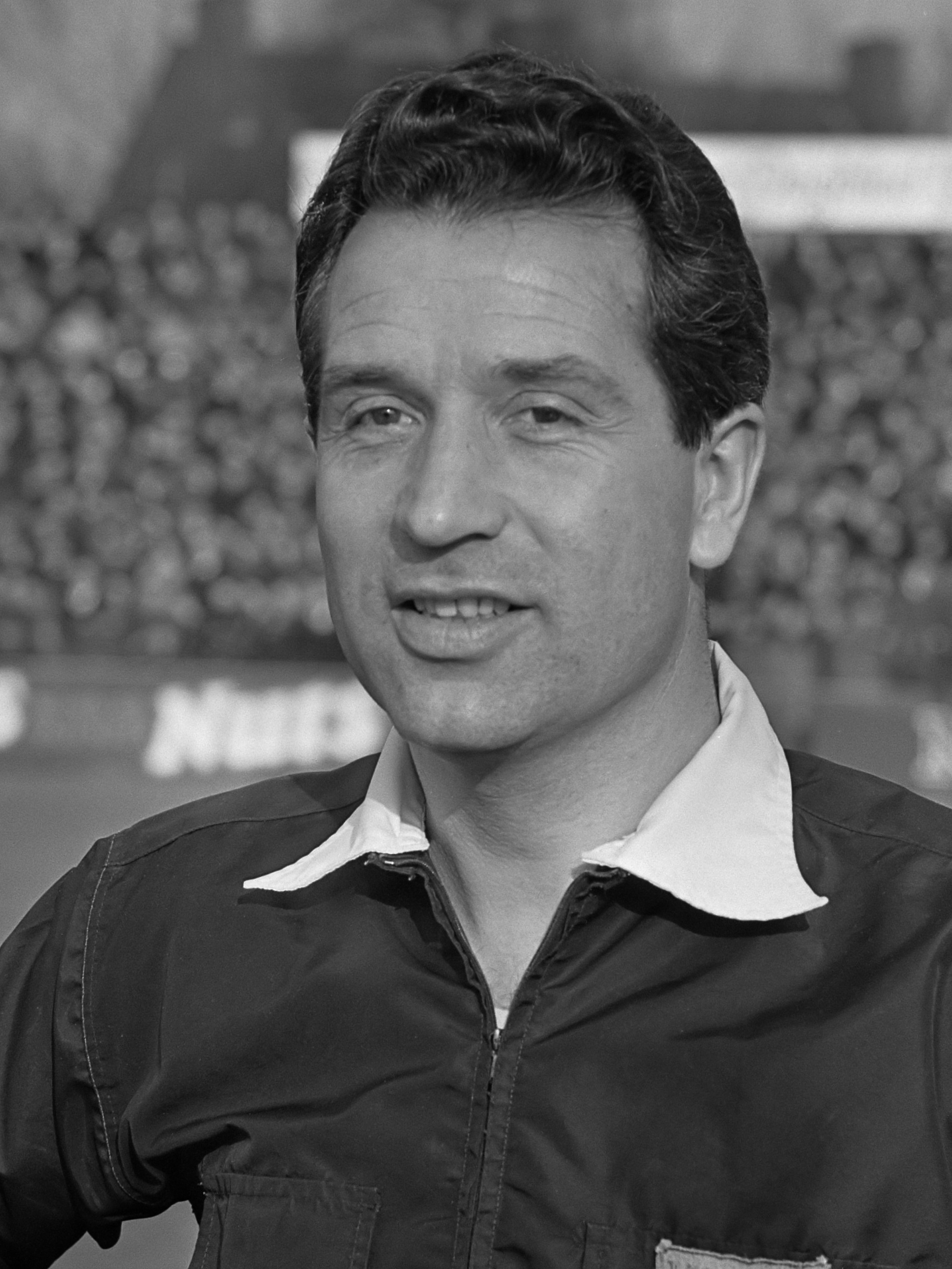
Wim Schalks (1968)

Willem „Wim“ Jacobus Maria Schalks (* 31. März 1923 in Leiden; † 25. Oktober 2017 in Leiderdorp) war ein niederländischer Fußballschiedsrichter.

## Sportlicher Werdegang
Schalks gehörte ab den 1960er Jahren zu den führenden Schiedsrichtern der Niederlande und kam regelmäßig in der Eredivisie zum Einsatz. Dabei rückte er auch Mitte des Jahrzehnts auf die FIFA-Schiedsrichterliste und leitete am 26. Oktober 1966 beim 3:1-Erfolg Dänemarks über Israel erstmals ein Länderspiel. Zwei Jahre später stand im dritten und letzten Länderspieleinsatz mit einem 4:1-Heimerfolg im Belfaster Windsor Park endenden Partie Nordirland gegen Türkei im Rahmen der Qualifikation zur WM-Endrunde 1970 das einzige Pflichtspiel unter seiner Leitung.
Auch auf nationaler Ebene wurde Schalks mit bedeutenden Spielen betraut. Insbesondere leitete er im Wettbewerb um den KNVB-Pokal 1967/68 das Finalspiel zwischen ADO Den Haag und Ajax Amsterdam (2:1-Heimsieg im Zuiderparkstadion) sowie zum Abschluss der aktiven Laufbahn im Wettbewerb um den KNVB-Pokal 1969/70 zwischen erneut Ajax Amsterdam und der PSV Eindhoven (2:0-Erfolg im Stadion De Vliert).